# Liquid design
Liquid design is een methode van ontwerpen van webpagina's waarbij niet of nauwelijks uitgegaan wordt van vaste afmetingen van het browservenster. De elementen van de webpagina zullen hierbij "als vloeistof" de beschikbare ruimte opvullen. Hierdoor wordt de inhoud van de website optimaal goed weergegeven op een veelheid van resoluties, zonder overbodige en onnodige lege ruimte.
Om liquid design te bewerkstelligen kan een aantal ontwerptrucs, zoals (oneigenlijk) gebruik van tabellen voor positionering, niet gebruikt worden. In plaats hiervan kunnen andere stijlelementen zoals <div>'s en relatieve positionering toegepast worden.